# Ribrokjávrátj
Ribrokjávrátj är en sjö i Arjeplogs kommun i Lappland och ingår i Skellefteälvens huvudavrinningsområde. Sjön har en area på 0,072 kvadratkilometer och ligger 671,6 meter över havet. Ribrokjávrátj ligger i Hornavan-Sädvajaure fjällurskog Natura 2000-område.

## Delavrinningsområde
Ribrokjávrátj ingår i det delavrinningsområde (737705-153853) som SMHI kallar för Utloppet av Järtajaure. Medelhöjden är 597 meter över havet och ytan är 16,79 kvadratkilometer. Det finns ett avrinningsområde uppströms, och räknas det in blir den ackumulerade arean 33,7 kvadratkilometer. Järtajåkkå som avvattnar avrinningsområdet har biflödesordning 3, vilket innebär att vattnet flödar genom totalt 3 vattendrag innan det når havet efter 340 kilometer. Avrinningsområdet består mestadels av skog (90 procent). Avrinningsområdet har 1,27 kvadratkilometer vattenytor vilket ger det en sjöprocent på 7,6 procent.